# Amin Younes
Amin Younes (* 6. srpna 1993, Düsseldorf, Německo) je německý fotbalový záložník a mládežnický reprezentant libanonského původu, v současnosti hráč klubu AFC Ajax.

## Klubová kariéra
V profesionální kopané debutoval v dresu německého klubu Borussia Mönchengladbach. V srpnu 2014 odešel na roční hostování do 1. FC Kaiserslautern.
V létě 2015 přestoupil do AFC Ajax.

## Reprezentační kariéra
Younes reprezentoval Německo v mládežnických kategoriích.
Trenér Horst Hrubesch jej nominoval na Mistrovství Evropy hráčů do 21 let 2015 konané v Praze, Olomouci a Uherském Hradišti.